# Psychotria batangana
Psychotria batangana är en måreväxtart som beskrevs av Karl Moritz Schumann. Psychotria batangana ingår i släktet Psychotria och familjen måreväxter. Inga underarter finns listade i Catalogue of Life.